# Rhabdalestes
Rhabdalestes is een geslacht van straalvinnige vissen uit de familie van de Afrikaanse karperzalmen (Alestidae).

## Soorten
- Rhabdalestes aeratis Stiassny & Schaefer, 2005
- Rhabdalestes brevidorsalis (Pellegrin, 1921)
- Rhabdalestes leleupi Poll, 1967
- Rhabdalestes maunensis (Fowler, 1935)
- Rhabdalestes rhodesiensis (Ricardo-Bertram, 1943)
- Rhabdalestes septentrionalis (Boulenger, 1911)
- Rhabdalestes tangensis (Lönnberg, 1907)
- Rhabdalestes yokai Ibala Zamba & Vreven, 2008